# Urea fosfato
El fosfato de urea o urea fosfato es una combinación 1:1 de urea y ácido fosfórico que se utiliza como fertilizante . Tiene una fórmula NPK de 17-44-0, y es soluble en agua, produciendo una solución fuertemente ácida.
El fosfato de urea está disponible en bolsas de fertilizantes que llevan un sello UP en el empaque. A veces se agrega a mezclas que contienen nitrato de calcio, nitrato de magnesio y nitrato de potasio para producir fórmulas solubles en agua como 15-5-15 y 13-2-20. La acidez del fosfato de urea permite que el Ca, Mg y P coexistan en solución. En condiciones menos ácidas, se produciría precipitación de fosfatos de Ca-Mg. El fosfato de urea se utiliza a menudo en el riego por goteo para limpiar los sistemas de tuberías a la vez que se aporta nitrógeno.
Las moléculas de ácido fosfórico y urea en la estructura cristalina del fosfato de urea forman una red compleja de enlaces de hidrógeno, donde los átomos de hidrógeno se unen más fuertemente a las moléculas de urea. Se disocia libremente cuando se disuelve en agua.
El fosfato de urea se produce como un aducto no iónico de urea y ácido fosfórico, con el grado típico de fertilizante 17-44-0 producido utilizando ácido fosfórico de proceso húmedo en concentraciones que varían del 54% al 90%:
H
3PO
4(aq) + (NH
2)
2CO(s) → (NH
2)
2CO · H
3PO
4(s)